# Pierre-Aristide Bréal
Pour les articles homonymes, voir Bréal.
Pierre-Aristide Bréal est un dramaturge et scénariste français, né le 31 mai 1905 à Janzé (Ille-et-Vilaine) et mort le 30 juillet 1990  à Sartrouville (Yvelines).

## Biographie
Fils aîné du docteur Bréal, médecin à Janzé, Pierre-Aristide Bréal est un auteur de pièces de théâtre à succès. Il a notamment collaboré avec Charles Dullin, à partir de 1936.
Au milieu des années 1960, la Compagnie Jacques Fabbri a fait connaître ses pièces, grâce à l'émission de télévision Au théâtre ce soir.

## Théâtre
Dramaturge
- 1935 : Trois Camarades, mise en scène : Charles Dullin
- 1951 : Edmée, mise en scène : Georges Vitaly
- 1953 : Les Hussards, mise en scène : Jacques Fabbri
- 1956 : Jules, mise en scène : Jacques Fabbri
- 1964 : La Grande Oreille, mise en scène : Guy Parigot
- 1967 : Les Suisses, mise en scène : Jacques Fabbri
- 1977 : La Magouille ou la Cuisine française, mise en scène : Jacques Fabbri

## Filmographie
Scénariste
- 1952 : Les femmes sont des anges de Marcel Aboulker, d'après Edmée
- 1955 : Les Hussards d'Alex Joffé
- 1956 : Voici le temps des assassins de Julien Duvivier
- 1962 : Pauvre Martin (téléfilm) de Jean-Marie Coldefy
- 1966 : Les Fêtes galantes de René Clair
- 1966 : Edmée (téléfilm) de Jean-Marie Coldefy
- 1971 : Schulmeister, l'espion de l'empereur (série télévisée) de Jean-Pierre Decourt

## Radio
Scénariste
- 1958 : La Ficelle rouge, vaudeville métaphysique
- 1959 : Le Galant Dentiste, ou La Vengeance du général, ou Un scandale bien parisien en 1900, comédie en un acte
- 1959 : La Dévoreuse
- 1960 : L'Âge d'or, fantaisie radiophonique d'anticipation